# 安特里姆與紐頓阿比區
安特里姆與紐頓阿比區是英國北愛爾蘭下轄的一個區，從安特里姆區與紐頓阿比區合併而來。2015年4月1日正式成立。地方当局是安特里姆和纽顿阿比自治市议会。

## 地理
该地区从班恩河下游和內湖一直延伸到贝尔法斯特湖岸边，面积为274平方英里（710平方）。它有142,492人口。当局于2008年9月17日被建议采用新市镇的名称。